# Grigny (Roine)
Grigny és un municipi francès, situat a la metròpoli de Lió i a la regió de Alvèrnia - Roine-Alps. L'any 2007 tenia 8.563 habitants.

## Demografia

### Població
El 2007 la població de fet de Grigny era de 8.563 persones. Hi havia 3.264 famílies de les quals 972 eren unipersonals (444 homes vivint sols i 528 dones vivint soles), 732 parelles sense fills, 1.208 parelles amb fills i 352 famílies monoparentals amb fills.
La població ha evolucionat segons el següent gràfic:
Habitants censats

### Habitatges
El 2007 hi havia 3.483 habitatges, 3.344 eren l'habitatge principal de la família, 8 eren segones residències i 131 estaven desocupats. 1.473 eren cases i 2.001 eren apartaments. Dels 3.344 habitatges principals, 1.666 estaven ocupats pels seus propietaris, 1.638 estaven llogats i ocupats pels llogaters i 40 estaven cedits a títol gratuït; 39 tenien una cambra, 316 en tenien dues, 837 en tenien tres, 1.080 en tenien quatre i 1.072 en tenien cinc o més. 1.961 habitatges disposaven pel capbaix d'una plaça de pàrquing. A 1.548 habitatges hi havia un automòbil i a 1.318 n'hi havia dos o més.

### Piràmide de població
La piràmide de població per edats i sexe el 2009 era:
| Homes | Edats   | Dones |
| ----- | ------- | ----- |
| 1     | 95 o +  | 7     |
| 2     | 90 a 94 | 17    |
| 23    | 85 a 89 | 79    |
| 34    | 80 a 84 | 55    |
| 78    | 75 a 79 | 149   |
| 97    | 70 a 74 | 145   |
| 136   | 65 a 69 | 165   |
| 156   | 60 a 64 | 159   |
| 190   | 55 a 59 | 176   |
| 222   | 50 a 54 | 264   |
| 310   | 45 a 49 | 274   |
| 292   | 40 a 44 | 324   |
| 324   | 35 a 39 | 327   |
| 244   | 30 a 34 | 295   |
| 340   | 25 a 29 | 276   |
| 184   | 20 a 24 | 260   |
| 305   | 15 a 19 | 312   |
| 314   | 10 a 14 | 352   |
| 275   | 5 a 9   | 264   |
| 220   | 0 a 4   | 237   |

## Economia
El 2007 la població en edat de treballar era de 5.574 persones, 4.129 eren actives i 1.445 eren inactives. De les 4.129 persones actives 3.700 estaven ocupades (1.962 homes i 1.738 dones) i 429 estaven aturades (203 homes i 226 dones). De les 1.445 persones inactives 411 estaven jubilades, 521 estaven estudiant i 513 estaven classificades com a «altres inactius».

### Ingressos
El 2009 a Grigny hi havia 3.428 unitats fiscals que integraven 8.724,5 persones, la mediana anual d'ingressos fiscals per persona era de 17.603 €.

### Activitats econòmiques
Dels 340 establiments que hi havia el 2007, 1 era d'una empresa extractiva, 8 d'empreses alimentàries, 5 d'empreses de fabricació de material elèctric, 36 d'empreses de fabricació d'altres productes industrials, 61 d'empreses de construcció, 77 d'empreses de comerç i reparació d'automòbils, 27 d'empreses de transport, 18 d'empreses d'hostatgeria i restauració, 5 d'empreses d'informació i comunicació, 15 d'empreses financeres, 8 d'empreses immobiliàries, 36 d'empreses de serveis, 29 d'entitats de l'administració pública i 14 d'empreses classificades com a «altres activitats de serveis».
Dels 102 establiments de servei als particulars que hi havia el 2009, 1 era una oficina de correu, 2 oficines bancàries, 18 tallers de reparació d'automòbils i de material agrícola, 2 autoescoles, 9 paletes, 11 guixaires pintors, 12 fusteries, 14 lampisteries, 6 electricistes, 8 perruqueries, 1 veterinari, 12 restaurants, 3 agències immobiliàries, 1 tintoreria i 2 salons de bellesa.
Dels 24 establiments comercials que hi havia el 2009, 1 era un supermercat, 1 una gran superfície de material de bricolatge, 3 botiges de menys de 120 m², 8 fleques, 1 una llibreria, 3 botigues de roba, 1 una sabateria, 1 una botiga d'electrodomèstics, 1 una botiga de mobles, 1 una perfumeria i 3 floristeries.
L'any 2000 a Grigny hi havia 3 explotacions agrícoles.

## Equipaments sanitaris i escolars
Els 4 equipaments sanitaris que hi havia el 2009 eren farmàcies.
El 2009 hi havia 3 escoles maternals i 3 escoles elementals. Grigny disposava d'un col·legi d'educació secundària amb 566 alumnes.

## Poblacions més properes
El següent diagrama mostra les poblacions més properes.